# Shut Down (Blackpink)
Shut Down è un singolo del girl group sudcoreano Blackpink, pubblicato il 7 ottobre 2022 come secondo estratto dal secondo album in studio Born Pink.

## Descrizione

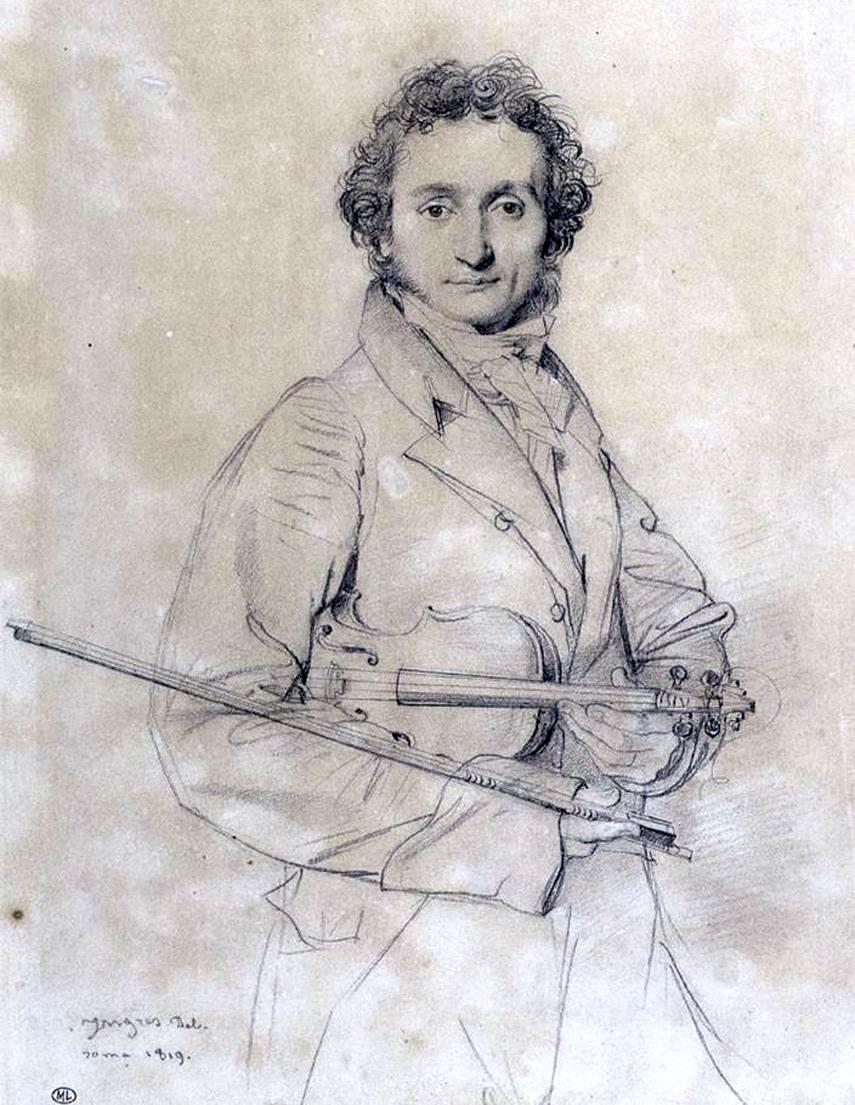
Niccolò Paganini originariamente compose La campanella

Seconda traccia dell'album, Shut Down è stata scritta da Teddy, Danny Chung e Vince e contiene un campionamento de La Campanella del compositore italiano Niccolò Paganini. Musicalmente è stato descritto dalla critica specializzata come un brano hip hop ed è stato composto in chiave Do maggiore con un tempo di 110 battiti per minuto.

## Promozione
Il 19 settembre 2022, hanno eseguito la canzone dal vivo per la prima volta al programma Jimmy Kimmel Live!, e il 25 settembre hanno portato il brano al programma musicale sudcoreano Inkigayo. Shut Down è stato incluso nella scaletta del Born Pink World Tour del gruppo a partire dall'ottobre 2022. Il 28 gennaio 2023, il gruppo ha eseguito la canzone con il violinista svedese Daniel Lozakovich all'evento di beneficenza Le Gala des Pièces Jaunes organizzato dalla First Lady di Francia, Brigitte Macron, a Parigi. Nell'aprile e nel giugno 2023, le Blackpink si sono esibite con Shut Down durante i loro set come headliner del Coachella Valley Music and Arts Festival a Indio, California e al BST Hyde Park a Londra.

## Accoglienza
Shut Down ha ricevuto recensioni positive da parte della critica specializzata. Billboard ha definito il brano come uno dei migliori pezzi del 2022, elogiando la sua «spavalderia e buon senso» e la fusione di musica classica e hip-hop come «geniale».

### Riconoscimenti
Shut Down ha ricevuto un Circle Chart Music Award.
Riconoscimenti di fine anno
- 91º — Billboard[17]

Premi dei programmi musicali
- Inkigayo
  - 2 ottobre 2022[19]
  - 9 ottobre 2022[20]
  - 16 ottobre 2022[21]

- M Countdown
  - 22 settembre 2022[22]
  - 29 settembre 2022[23]
  - 6 ottobre 2022[24]

- Show Champion
  - 21 settembre 2022[25]
  - 28 settembre 2022[26]
  - 5 ottobre 2022[27]

- Show! Eum-ak jungsim
  - 8 ottobre 2022[28]

## Video musicale
Il video musicale, diretto da Seo Hyun-seung, è stato reso disponibile attraverso il canale YouTube del gruppo in contemporanea con la commercializzazione dell'album. Ha superato le 100 milioni di visualizzazioni in cinque giorni e tre ore. Il video fa riferimento a video musicali precedenti pubblicati dal gruppo.

### Sinossi
Nella ripresa iniziale del video, Lisa si trova su un ponte con un cielo scuro (riferimento a Playing with Fire) prima di prendere il volante per un giro in macchina, rispecchiando una scena di Whistle in cui guidava Rosé. Viene ricreata anche la scena in Ddu-Du Ddu-Du di Jennie che rappa mentre è seduta su un carro armato da combattimento con borse rosa. Lisa rappa seduta tra borse nere piene di contanti rosa e altoparlanti (riferimento a Boombayah). Jisoo si protegge dalla pioggia di soldi con un ombrello rosa (riferimento a Ddu-Du Ddu-Du). Proprio come in Whistle, Rosé si trova in cima alla Terra, tranne per il fatto che il globo in Shut Down è nero e rosa. In un'altra scena, guida un'auto da sola (riferimento a Kill This Love). In Playing with Fire, Jennie gioca con un fiammifero con fiamma arancione in una vasca da bagno bianca; nel brano, fa lo stesso in una vasca da bagno di onice e con una fiamma rosa. Lisa brandisce una spada con la parola "Blackpink" scritta sopra, e Rosé oscilla su un lampadario (riferimento a Ddu-Du Ddu-Du). Jisoo inciampa e cade di fronte ai paparazzi che filmano ogni sua mossa in Ddu-Du Ddu-Du, ma scatta foto di se stessa con sicurezza senza gli occhi abbaglianti dei fotografi in Shut Down. Durante il ritornello, i membri ballano in un vicolo fiancheggiato da poster che fanno riferimento ai titoli delle loro canzoni sia da soliste che di gruppo.

## Formazione
Musicisti
- Blackpink – voci
- 24 – arrangiamento

Produzione
- Teddy – produzione esecutiva
- 24 – produzione
- Josh Gudwin – missaggio

## Classifiche

### Classifiche settimanali
| Classifica (2022)     | Posizione massima |
| --------------------- | ----------------- |
| Argentina             | 36                |
| Australia             | 5                 |
| Austria               | 24                |
| Canada                | 7                 |
| Corea del Sud         | 3                 |
| Croazia               | 20                |
| Filippine             | 1                 |
| Francia               | 51                |
| Germania              | 31                |
| Giappone              | 23                |
| Grecia                | 8                 |
| Hong Kong             | 1                 |
| India                 | 4                 |
| Indonesia             | 1                 |
| Irlanda               | 32                |
| Lituania              | 11                |
| Lussemburgo           | 18                |
| Nuova Zelanda         | 6                 |
| Paesi Bassi           | 79                |
| Paraguay              | 54                |
| Perù                  | 16                |
| Portogallo            | 22                |
| Regno Unito           | 24                |
| Repubblica Ceca       | 40                |
| Repubblica Dominicana | 30                |
| Singapore             | 1                 |
| Slovacchia            | 17                |
| Spagna                | 82                |
| Stati Uniti           | 25                |
| Sudafrica             | 45                |
| Svezia                | 92                |
| Svizzera              | 37                |
| Taiwan                | 1                 |
| Turchia               | 22                |
| Ungheria              | 34                |
| Vietnam               | 1                 |

### Classifiche di fine anno
| Classifica (2022) | Posizione |
| ----------------- | --------- |
| Corea del Sud     | 79        |
| Vietnam           | 32        |
| Classifica (2023) | Posizione |
| Corea del Sud     | 52        |